# Gordon i Paddy
Gordon i Paddy (originalment en suec, Gordon och Paddy) és una pel·lícula d'animació de comèdia dramàtica sueca del 2017, dirigida per Linda Hambäck. La pel·lícula és una adaptació del llibre escrit per Ulf Nilsson i il·lustrat per Gitte Spee. La cinta va ser seleccionada per ser projectada a la secció Generació Kplus del 68è Festival Internacional de Cinema de Berlín. La pel·lícula es va estrenar a Suècia el 22 de desembre de 2017 protagonitzada per les veus de Stellan Skarsgård, Melinda Kinnaman i Felix Herngren per a la versió sueca. El 5 d'abril de 2019 es va estrenar el doblatge en català.

## Sinopsi
El cap de policia del bosc, en Gordon, està a punt de retirar-se i necessita trobar un nou ajudant. En Paddy, un ratolí intel·ligent amb un gran sentit de l'olfacte, sembla ser el candidat adequat. Junts han de resoldre l'últim cas d'en Gordon: el misteri de les nous desaparegudes de l'esquirol. En Gordon i en Paddy hauran de descobrir si ha sigut la guineu qui les ha agafat.

## Repartiment
| Personatge | Suec (veu)        |
| ---------- | ----------------- |
| Gordon     | Stellan Skarsgård |
| Paddy      | Melinda Kinnaman  |
| Valdermar  | Felix Herngren    |